# Pseudoregma bambusae
Pseudoregma bambusae är en insektsart. Pseudoregma bambusae ingår i släktet Pseudoregma och familjen långrörsbladlöss. Inga underarter finns listade i Catalogue of Life.